# Marie Myung-Ok Lee
Marie Myung-Ok Lee (* 25. April 1964 in Hibbing, Minnesota) ist eine US-amerikanische Schriftstellerin und Essayistin. Lee wurde bekannt durch Reportagen in Magazinen und Zeitungen wie The Atlantic, Newsweek, Slate und The New York Times. Sie unterrichtet an der Brown University. Sie veröffentlichte 2005 den Roman Somebody's Daughter: A Novel.
Lee ist nordkoreanische Immigrantin zweiter Generation. Ihre Mutter verließ Nordkorea im Herbst 1945. Lee selbst wuchs in Minnesota auf. Sie beschreibt ihre Mutter als häufig von Ängsten geplagt. Geprägt von dieser Biographie beschäftigen sich Lees Werke häufig mit Flucht sowie mit den Folgen des Koreakriegs auf seine Überlebenden. Lee ist eine von nur 50 Journalisten, die seit dem Koreakrieg ein Visum für Nordkorea erhielten.